# Albrecht 4. af Bayern-München
Albrecht 4. af Bayern-München (født 1447 i München, død 1508 i München), var regerende hertug af Bayern-München fra 1465 og af hele Bayern fra 1505 til 1508. 
Albrecht 4. var søn af hertug Albrecht 3. af Bayern-München.
Albrecht 4. var gift med en datter af kejser Frederik 3.. De blev blandt andre forældre til Vilhelm 4., hertug af Bayern.